# Потеряево (Никольское сельское поселение)
Потеряево — деревня в Шекснинском районе Вологодской области.
Входит в состав сельского поселения Никольского, с точки зрения административно-территориального деления — в Никольский сельсовет.
Расстояние по автодороге до районного центра Шексны — 9 км, до центра муниципального образования Прогресса — 7 км. Ближайшие населённые пункты — Митькино, Остров, Судьбицы.
По переписи 2002 года население — 50 человек (18 мужчин, 32 женщины). Преобладающая национальность — русские (98 %).